# Skivarpsmästaren

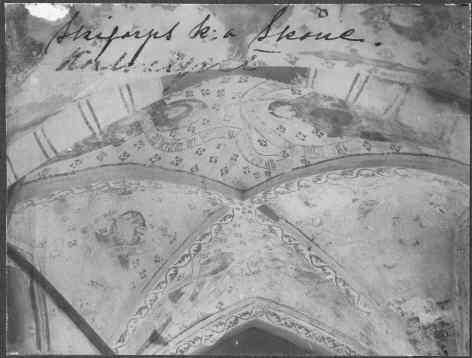
valvmålningar i Skivarps kyrka

Skivarpsmästaren är ett anonymnamn på en kyrkomålare verksam under senare hälften av 1400-talet.
Skivarpsmästaren utförde i slutet av 1400-talet ett antal valvmålningar i Skivarps kyrka i Skåne. På grund av stil och motiv antar man att han även utförde målningarna i Fulltofta kyrka. Målningarna är stora och har ganska stela figurer i en naiv förenkling som gör att han närmast kan betraktas som en bygdemålare. Genom att de dominerade röd-bruna kulörerna har tagit överhand gentemot de ljusare delarna av målningen i gult och grönt förstärks intrycket av bygdemåleriet. Hans bildmotiv är konventionella och överensstämmer med andra samtida kyrkomålningar i Skåne. I koret har han målat apostlar som bär på språkband där man kan läsa delar av trosbekännelsen och i östra långhusets valv beskrivs scener från yttersta domen som följs av födelsescener och de vanliga skildringarna från skapelsehistorien. 